# Undowah River
Der Undowah River ist ein Fluss im Südosten des australischen Bundesstaates New South Wales.
Er entspringt unterhalb des Thoko Hill westlich des South-East-Forest-Nationalparks und fließt nach Süden. Bei Bibbenluke mündet er in den Bombala River.